# Драганці
Драга́нці (болг. Драганци) — село в Бургаській області Болгарії. Входить до складу общини Карнобат.

## Населення
За даними перепису населення 2011 року у селі проживали 140 осіб.
Національний склад населення села:
| Національність   | Кількість осіб | Відсоток |
| ---------------- | -------------- | -------- |
| болгари          | 129            | 92,1%    |
| цигани           | 7              | 5,0%     |
| турки            | 0              | 0%       |
| інша             | 4              | 2,9%     |
| не визначились   | 0              | 0%       |
| Всього відповіли | 140            |          |

Розподіл населення за віком у 2011 році:
Динаміка населення: